# Ælle (Sussex)
Ælle (auch Aelli; † um 514) gilt gemäß der Überlieferung durch die Angelsächsische Chronik als erster König des angelsächsischen Königreiches Sussex. Er wird im Eintrag des Jahres 827 (829) des A-Manuskripts der Angelsächsischen Chronik, der wiederum auf Angaben in Bedas Historia ecclesiastica gentis Anglorum beruht, als erster Bretwalda bezeichnet, also als ein eine gewisse Hegemonie über andere Kleinkönige ausübender Herrscher. Ælle gilt als historische Person.

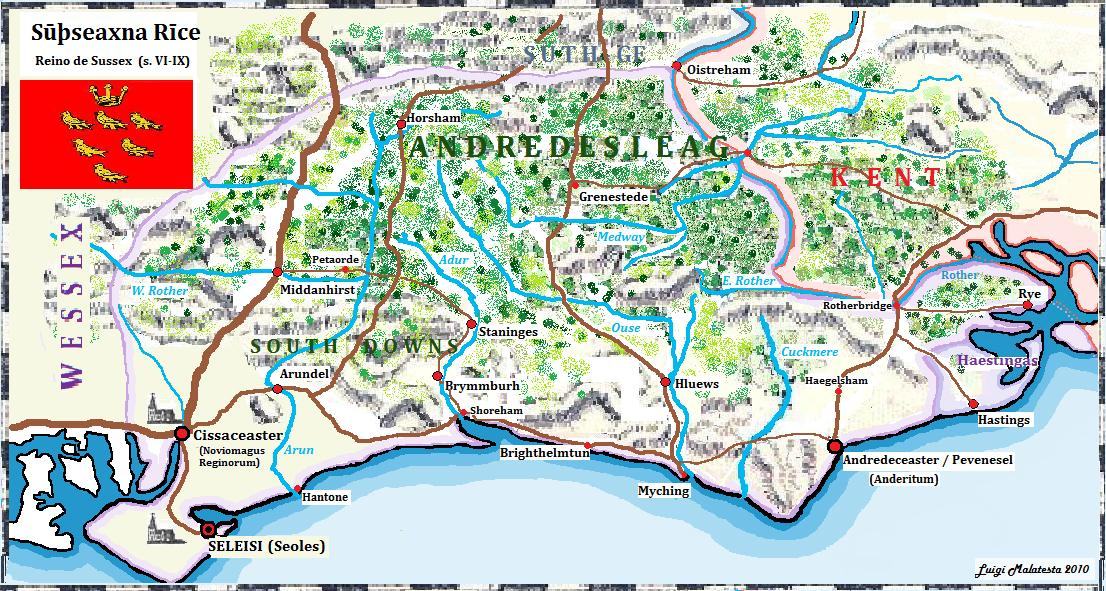
Sussex in angelsächsischer Zeit

## Leben

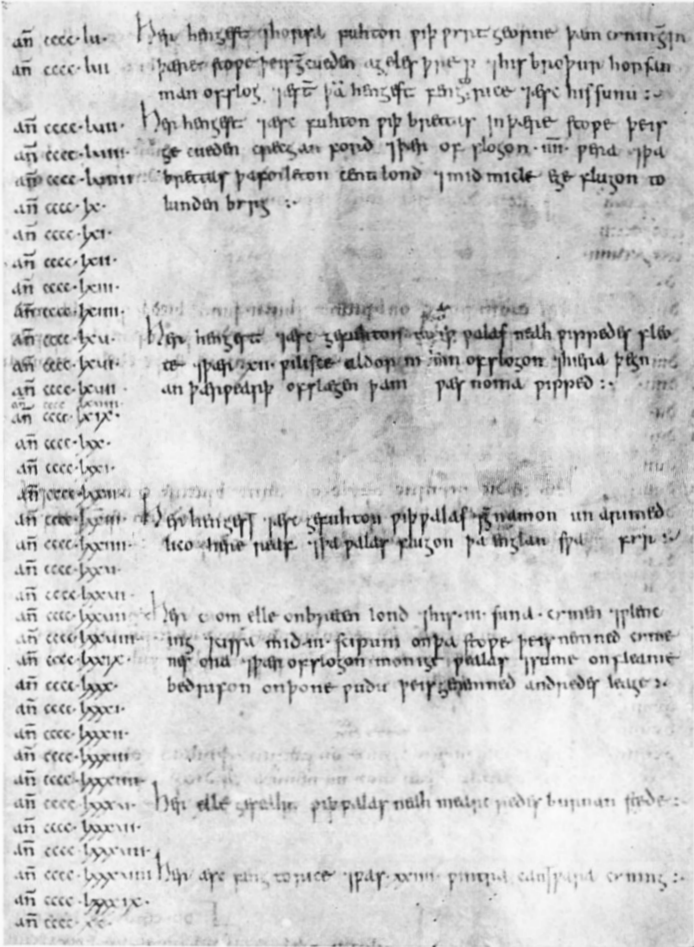
Eine Seite des Parker Chronicle (A-Manuskripts der Angelsächsischen Chronik) in der Ælle erwähnt wird.

Es existieren keine zeitgenössischen Quellen zu Ælle, dessen Herkunft unbekannt ist. Laut Beda, dem ältesten ihn erwähnenden Autor, war er Heide. Die erst im späten 9. Jahrhundert verfasste Angelsächsische Chronik schreibt Ælle zu, im Jahr 477, also rund ein Vierteljahrhundert nach der halb-legendären Ankunft von Hengest und Horsa in Kent, mit seinen Söhnen Cymen, Wlencing und Cissa in drei Schiffen mit weiteren sächsischen Truppen an der Küste des nach ihnen benannten Sussex ("Süd-Sachsen") bei Cymenesora (wahrscheinlich Owers Banks westlich der Küste des Ärmelkanals bei der Halbinsel Selsey Bill, West Sussex) gelandet zu sein. Archäologische Funde weisen germanische Siedlungsspuren bei Brighton zwischen den Flüssen Ouse und Cuckmere bereits aus etwas früherer Zeit nach. Er schlug die ansässigen Romano-Briten in einer Schlacht und zwang sie zur Flucht in den Wald Andredesleage (damit ist das ausgedehnte Waldgebiet Weald gemeint). Der Ausgang eines Gefechtes gegen die Romano-Briten im Jahr 485 bei Mearcrædesburnan stæðe. einem nicht lokalisierten Grenzfluss, ist unbekannt. Die Stadt Andredes ceaster (Kastell Anderitum, heute Pevensey) wurde 491 von den Angelsachsen unter ihren Anführern Ælle und Cissa belagert und gestürmt. Die Verteidiger wurden ausnahmslos niedergemetzelt. Damit war vermutlich die letzte Befestigung des Litus Saxonicum in sächsische Hand gefallen. Schließlich wurde Ælle im Süden des englischen Gebietes das imperium (Oberherrschaft) zuerkannt, wenn diese Vormachtstellung auch nur von begrenzter Dauer war.
Die germanischen Siedler oder zumindest ihre Kultur verbreitete sich dem archäologischen Befund nach schnell in ganz Sussex. Siedlungsschwerpunkte waren die Küstenebene und die Flusstäler in den South Downs, während der im Nordosten gelegene bewaldete Weald weitgehend unbesiedelt blieb. In der Schlacht von Mons Badonicus, die die sächsische Expansion um 500 unterbrach, war Ælle möglicherweise als angelsächsischer Heerführer beteiligt.
Inwieweit die Berichte der Chronisten der historischen Wirklichkeit entsprechen ist kaum zu beurteilen. Einige Ortsnamen könnten zwar auf Ælles Söhne zurückzuführen sein (Cymen: Cymenesora. Wlencing: Lancing und Cissa: Chichester), doch können die Söhne auch aus den Ortsnamen extrapoliert worden sein.
Die Angelsächsische Chronik gibt Ælles Todesdatum nicht an. Erst Henry of Huntingdon, ein Chronist des 12. Jahrhunderts, notierte, dass Ælle „um diese Zeit“ (um 514) starb und sein Sohn Cissa und dessen Nachkommen Könige waren, deren Einfluss jedoch immer geringer wurde. Diese Aussagen zur Thronfolge gelten jedoch als ungesichert. Auch Roger von Wendover schrieb im 13. Jahrhundert in seinen Flores Historiarum. dass Ælle im Jahr 514 starb und sein Sohn Cissa ihm auf dem Thron folgte. Rogers Angaben sind jedoch zum Teil widersprüchlich. Als nächster König von Sussex ist erst wieder Æthelwalh bekannt, der dort ab etwa 660 regierte.